# Rob Jones (calciatore 1979)
Robert William Jones (Stockton-on-Tees, 3 novembre 1979) è un allenatore di calcio ed ex calciatore inglese, difensore centrale.

## Carriera
Iniziò la sua carriera in Inghilterra, a Gateshead, in una serie minore. Nel 2003/2004 viene ceduto allo Stockport County, squadra di Second Division, che lo cedette subito in prestito per mezza stagione al Macclesfield Town.
Si trasferì gratuitamente nel luglio 2004 al Grimsby Town dopo le buone prestazioni della stagione appena conclusa. Durante la prima stagione ha lottato per acquisire un posto in squadra, mentre nella seconda stagione, diventato titolare, ebbe un ruolo importante nella stagione del club.
Nel settembre 2005, dopo una vittoria per 1 a 0 sul Tottenham Hotspur in Carling Cup, Jones è stato portato fuori dal campo dai tifosi in segna di ringraziamento. Il Grimsby Town, grazie anche alle prestazioni di Jones, raggiunse la finale dei play-off, partita persa poi con il risultato di 1 a 0 contro il Cheltenham Town. Durante l'estate del 2006, il Grimsby Town si è accordato con l'Hibernian, club di Scottish Premier League e Jones è stato ceduto agli scozzesi. Il Grimsby ha ottenuto una clausola del contratto per la quale il club dovrà ricevere una percentuale su una eventuale futura cessione di Jones.
Nel giugno 2006, Jones firmò un contratto quadriennale con l'Hibernian. Fu ben accolto dai tifosi che gli dedicarono subito una canzone. Grazie al feeling con i tifosi, venne eletto capitano nel gennaio 2007, al posto di Kevin Thomson, ceduto ai Rangers.
Sempre nel 2007, Jones capitanò gli Hibs nella finale di Coppa di Lega scozzese vinta per 5 a 1 sul Kilmarnock, partita nella quale Jones aprì le marcature con un gol di testa su calcio d'angolo.
Per Jones, l'Hibernian ha rifiutato le offerte di Leeds United, Ipswich Town, Colchester United e quella da 600.000 sterline del Nottingham Forest.
Accostato a vari club di Championship tra cui Derby County, Swansea City, Nottingham Forest e Bristol City, Jones ha firmato con lo Scunthorpe United in data 9 luglio 2009.

## Palmarès

### Club

#### Competizioni nazionali
- Coppa di Lega scozzese: 1

Hibernian: 2006-2007
- Football League One: 1

Doncaster: 2012-2013